# Pterolophioides camerunensis
Pterolophioides camerunensis är en skalbaggsart som beskrevs av Stefan von Breuning 1967. Pterolophioides camerunensis ingår i släktet Pterolophioides och familjen långhorningar. Inga underarter finns listade i Catalogue of Life.